# أبلق حزين
أبلق حزين (الاسم العلمي: Oenanthe lugens) (بالإنجليزية: Mourning Wheatear)‏ هو نوع من الطيور يتبع جنس الأبلق من فصيلة صائدات الذباب.

## أسماء مرادفة
- أبلق شالو (الاسم العلمي:Oenanthe schalowi)
- أبلق حبشي (الاسم العلمي:Oenanthe lugubris)